# Hemiancistrus
Hemiancistrus is een geslacht van straalvinnige vissen uit de familie van de harnasmeervallen (Loricariidae).

## Soorten
De volgende soorten zijn bij het geslacht ingedeeld:
- Hemiancistrus medians (Kner, 1854)
  - = Ancistrus medians Kner, 1854
- Hemiancistrus aspidolepis (Günther, 1867)
  - = Chaetostomus aspidolepis Günther, 1867
  - = Plecostomus plecostomus panamensis Eigenmann, 1922
  - = Hypostomus panamensis (Eigenmann, 1922)
- Hemiancistrus megacephalus (Günther, 1868)
  - = Chaetostomus megacephalus Günther, 1868
- Hemiancistrus macrops (Lütken, 1874) 
  - = Chaetostomus macrops Lütken, 1874
- Hemiancistrus annectens (Regan, 1904)
  - = Ancistrus annectens Regan, 1904
- Hemiancistrus snethlageae (Steindachner, 1911) 
  - = Ancistrus snethlageae Steindachner, 1911
  - = Ancistomus snethlageae (Steindachner, 1911)
  - = Lasiancistrus snethlageae (Steindachner, 1911)
  - = Peckoltia snethlageae (Steindachner, 1911)
- Hemiancistrus holostictus Regan, 1913
- Hemiancistrus landoni Eigenmann, 1916
- Hemiancistrus wilsoni Eigenmann, 1918
- Hemiancistrus hammarlundi Rendahl, 1937
- Hemiancistrus maracaiboensis Schultz, 1944
- Hemiancistrus fugleri Ovchynnyk, 1971
- Hemiancistrus chlorostictus Cardoso & Malabarba, 1999
- Hemiancistrus fuliginosus Cardoso & Malabarba, 1999
- Hemiancistrus punctulatus Cardoso & Malabarba, 1999
- Hemiancistrus micrommatos Cardoso & Lucinda, 2003
- Hemiancistrus sabaji (Armbruster, 2003) 
  - = Peckoltia sabaji Armbruster, 2003
  - = Ancistrus sabaji (Armbruster, 2003)
- Hemiancistrus spilomma Cardoso & Lucinda, 2003
- Hemiancistrus spinosissimus Cardoso & Lucinda, 2003
- Hemiancistrus megalopteryx Cardoso, 2004
- Hemiancistrus meizospilos Cardoso & da Silva, 2004
- Hemiancistrus votouro Cardoso & da Silva, 2004
- Hemiancistrus guahiborum Werneke, Armbruster, Lujan & Taphorn, 2005
- Hemiancistrus subviridis Werneke, Sabaj Pérez, Lujan & Armbruster, 2005
- Hemiancistrus cerrado de Souza, Melo, Chamon & Armbruster, 2008
- Hemiancistrus pankimpuju Lujan & Chamon, 2008